# Эпоха (фильм)
«Эпоха» — фантастический телефильм 2001 года, показанный на телеканале Sci Fi Channel. В 2003 году вышло продолжение под названием «Эпоха: Эволюция».

## Сюжет
Действие разворачивается в Бутане, где внезапно из-под земли появляется огромное вращающееся каменное образование, которое исцеляет любые раны и возвращает мёртвых к жизни. Столкнувшись с неизвестным, правительство Бутана взывает к помощи у США. Правительство США посылает военных перекрыть доступ к образованию, которое они назвали «тором» из-за вращения. Для исследования этого сооружения явно неземного происхождения были вызваны доктор Кейси Цабан и инженер Мэйсон Рэнд.
Тем временем в Бутан прибывают китайские войска, обеспокоенные присутствием американской армии так близко к китайской границе. Считая «тор» угрозой для Китая, китайские ВВС посылают два «МиГа» для уничтожения конструкции. Ракеты не наносят «тору» никаких повреждений, но его ответный удар уничтожает оба истребителя. Представитель Китая требует, чтобы им позволили применить более мощное оружие против «тора», но китайцы отступают, увидев чудодейственный эффект присутствия «тора» на любые раны (сам представитель был застрелен американским солдатом, но его рана затянулась почти мгновенно; оба пилота также выжили).
Пробравшись внутрь «тора», Цабан и Рэнд узнают, что «тору» миллионы лет. Он был помещён на Землю пришельцами ради опыта по направленной эволюции. Как они узнают, до нашей ветви эволюции существовала ещё, по крайней мере, одна, все следы которой были уничтожены «тором», который посчитал, что опыт не удался, и начал всё заново. По-видимому, то же самое происходит и сейчас, так как «тор» начинает покрывать Землю плотным облачным слоем, который вызовет ледниковый период и вымирание человечества.
Узнав об этом, военное командование принимает решение взорвать «тор» ядерной бомбой. Все исследования сворачиваются и войска обеих армий отступают на безопасное расстояние. Цабан и Рэнд считают, что такой грубый удар лишь подтвердит мнение пришельцев, что люди — тупиковая ветвь эволюции, и пробираются внутрь «тора», чтобы обезвредить бомбу. Даже такой опытный инженер как Рэнд не способен остановить взрыв, и Цабан и Рэнд целуются перед смертью. Однако «тор» поглощает всю энергию взрыва, и Цабан и Рэнд остаются в живых. Сам «тор» свёртывается и улетает в космос, убрав при этом созданный облачный слой. Рэнд понимает, что это его действия заставили пришельцев дать людям ещё один шанс доказать себя.
Через некоторое время, когда Рэнд читает лекцию, к нему приходит Цабан. Она объясняет, что до событий в Бутане была не способна иметь детей и уже долгое время ни с кем не была, но только что она узнала, что беременна. Рэнд осознаёт, что каким-то образом Цабан забеременела от него внутри «тора», хотя между ними ничего не было.

## В ролях
| Актёр            | Роль               |
| ---------------- | ------------------ |
| Дэвид Кит        | Мэйсон Рэнд        |
| Райан О'Нил      | Аллен Лайсэндер    |
| Стефани Низник   | доктор Кейси Цабан |
| Рауль Хулия-Леви | Хосе               |
| Брайан Томпсон   | капитан Тауэр      |
| Шеннон Ли        | Памела             |
| Джеймс Хонг      | посол По           |

## Интересные факты
- В Германии фильм вышел под названием «Тор — тайна с другого мира» (нем. Torus – Das Geheimnis aus einer anderen Welt).
- В фильме показаны два китайских самолёта МиГ, очень похожих на МиГ-31. Однако такой истребитель никогда не состоял на вооружении в КНР. Тем более этот самолёт не предназначен для нанесения наземных ударов.